# Kornsjø

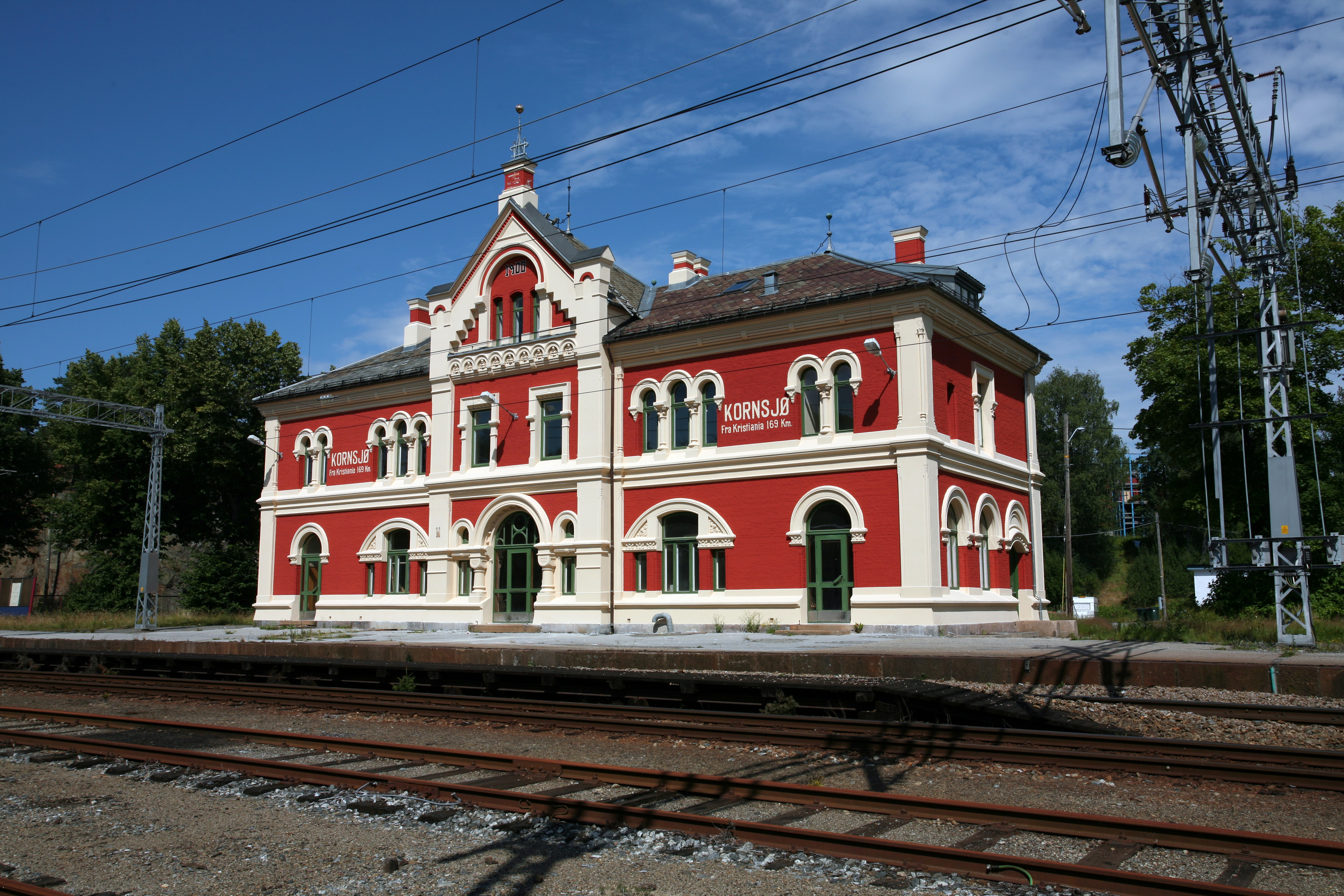
Stationshuset i Kornsjø

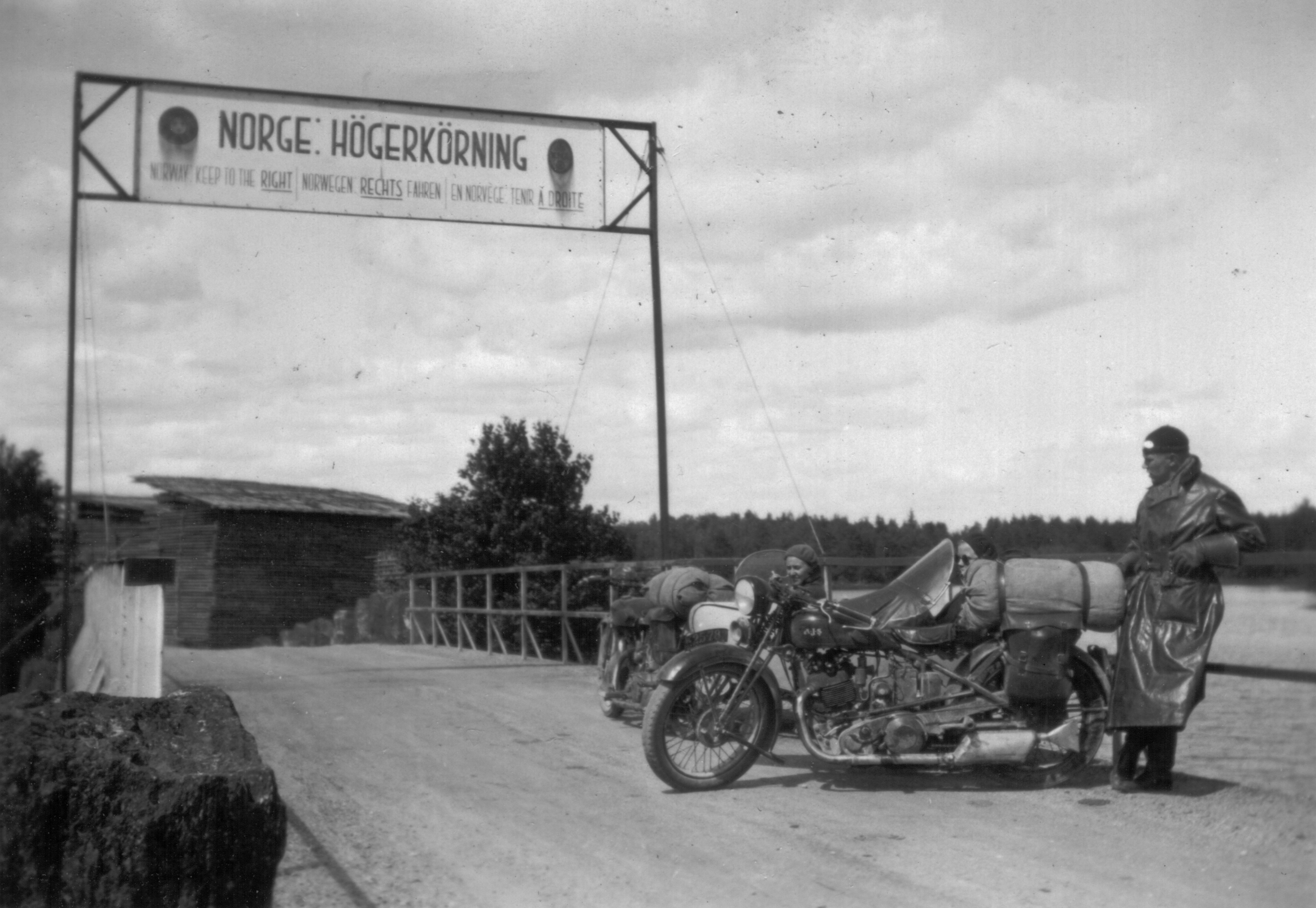
Gamla vägbron över gränsen 1934

Kornsjø är en tätort med 250 invånare i Haldens kommun, Østfold fylke i Norge. Orten är mest känd för sin järnvägsstation vid gränsen till Sverige (Dalsland) dit Norge/Vänerbanan och Østfoldbanen. Den var en ändstation för permittenttrafiken under andra världskriget. Orten ligger vid sjön Norra Kornsjön.
Kornsjø valdes 2012 till "Østfolds pärla" i God Morgen Norge. Dokusåpaserien Farmen spelades in på en gård utanför Kornsjø både 2016 och 2017.